# Kjell Svensson (ishockeyspelare)
Kjell Svensson, född 10 september 1938 i Åkers styckebruk i Sverige, var en svensk ishockeymålvakt och ishockeytränare. Han spelade 148 A-landskamper för Sveriges herrlandslag i ishockey, varav 5 VM och 2 OS.
Kjell Svensson fostrades i Åkers IF, innan han som junior kom till Södertälje SK 1955. Han fungerade som reserv bakom Thord Flodqvist 1956 och vann därigenom sitt enda SM-guld samma år. 1960 gick han över till Tabergs SK i division 2 och blev, trots att han inte spelade i högsta divisionen, uttagen till sitt första Olympiska vinterspel, 1960 i Squaw Valley i USA. Där fick han sitt internationella genombrott efter sin prestation i 2-2-matchen mot Sovjetunionen. Följande två säsongerna spelade han för AIK. Han fortsatte som målvakt i Tre Kronor under denna tid. Inför VM 1962 ådrog han sig en hjärnskakning i en match mot Djurgårdens IF kort före avresan. Han kunde följa med till VM men ersattes av Lennart Häggroth.
Inför säsongen 1963 var han tillbaka i Södertälje SK, nu som förstemålvakt. I VM i Stockholm samma år presterade han sitt livs match när Sovjetunionen besegrades med 2-1. Svensson fortsatte som målvakt i Södertälje under resten av 1960-talet och från och med 1967 fungerade han även som spelande tränare. Säsong 1967 gjorde han sin sista match i Tre Kronor mot Kanada den 29 mars 1967 under VM i Wien.
I Södertälje fanns Kjell Svensson med i laguppställningarna fram till 1970. År 1972 blev Kjell Svensson tränare för Södertälje, 1973-1974, var han förbundskapten för Tre Kronor, innan han återvände som tränare för Södertälje 1975-1978.
Som målvakt rankas Svensson till de stora inom svensk ishockey. Hans jämnhet och höga standard visas av att han fyra säsonger (1960, 1961, 1963 och 1964) uttogs i Sveriges All Star Team. Hösten 1986 invaldes Kjell Svensson i Ishockeyförbundets styrelse men avgick efter ett halvår på grund av sitt arbete hos lastbilstillverkaren Scania där han gjorde karriär och nådde positionen som direktör. 
Kjell Svensson är Stor grabb nummer 60 i ishockey. Och var över och provspelade tillsammans med Carl-Göran Öberg 1963 för Toronto Maple Leafs - vilket båda tackade nej till kontrakt med och åkte hem.

## Klubbar
- Södertälje SK 1955-1959 division 1 (högsta divisionen)
- Tabergs SK, 1959-1960 division 2
- AIK, 1960-1962 division 1
- Södertälje SK, 1962-1970

## Meriter
- VM-guld 1962
- VM-silver  1963, 1964, 1967,
- VM-brons 1965,
- OS-silver 1964,
- EM-guld 1962,
- EM-silver 1963, 1964, 1967,
- EM-brons 1960, 1961, 1965
- Invald som nummer 53 i Svensk ishockeys Hall of Fame.